# Norendin (Adelsgeschlecht)

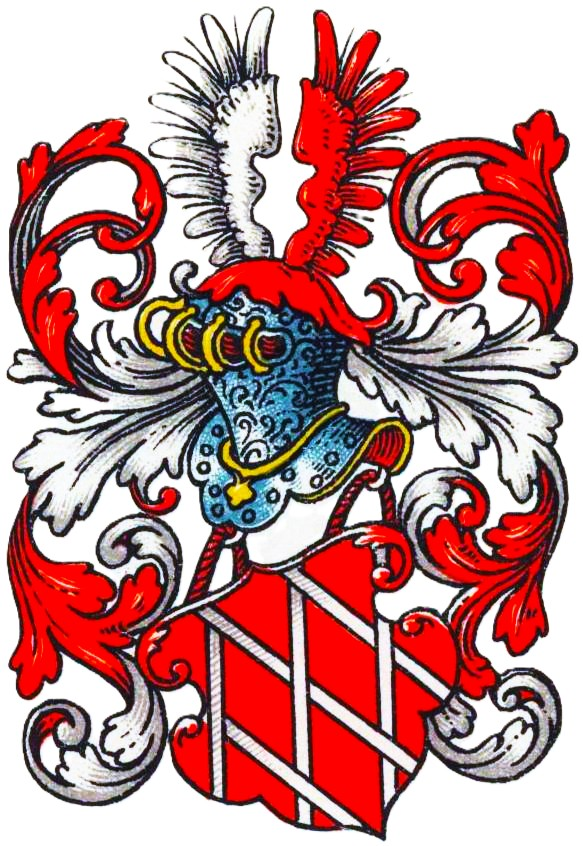
Wappen der Norrentin im Wappenbuch des Westfälischen Adels

Norendin (auch Norrendin, Norrentin, Norentin, Norney o. ä.) ist der Name eines erloschenen westfälischen Adelsgeschlechts.

## Geschichte
Das Geschlecht hatte seinen Stammsitz in Dülmen. Henricus Norendin war 1195 Zeuge für den Münsteraner Bischof Hermann II. Auch in einer Urkunde desselben Bischofs von 1197, in der dieser Coesfeld zur Stadt erhebt, kommt besagter Heinrich Norendin vor, hier zusammen mit seinem Bruder Johann von Dulmen. Thietmar Norendin († 1272) war Domherr in Münster, Adolf Norendin († 1283) Domdechant und Domherr. 1441 werden die Brüder Johann von Hermann Norendyn erwähnt. 1446 genehmigte Letzterer, dass seine Tochter Stine und deren Mann Johann Helevelde genannt Naschart den Domvikarien zu Münster eine Rente aus Pemelers im Kirchspiel Enniger verkauft hatten. 1461 erscheinen die Brüder Friedrich und Diederich Norendin. Anton Fahne stellt darüber hinaus eine Teilstammfolge dar:
- Friedrich von Norendin, kaufte Haus Bispink von Hermann von Velen, machte 1418 sein Testament, ⚭ Metta
  - Johann Norendin, urkundlich ab 1418, verkaufte 1428 seinen Anteil an Haus Bispink
    - Friedrich Nordenin, urkundlich 1439

  - Hermann, übertrug 1467 die Hälfte seiner Güter an Caspar von Frydag, ⚭ Jutta
    - Hilberta Norendin, Erbin zu Bispink ⚭ Caspar von Frydag zu Buddenborg
    - Methilde Norendin ⚭ Diederich von Mallinckrodt

Laut Max von Spießen kommt die Familie zuletzt 1539 vor.

## Persönlichkeiten
- Adolf Norendin († 1283), Domdechant und Domherr in Münster
- Thietmar Norendin († 1272), Domherr in Münster

## Wappen
Blasonierung: In Rot ein silbernes schräges Gitter. Auf dem rot-silbern bewulsteten Helm mit rot-silbernen Helmdecken ein offener Flug, der rechte Flügel silbern, der linke rot.
Aufgrund der oben erwähnten 1197er Urkunde und der Wappenverwandtschaft mit den Edelherren von Dülmen, die zuletzt 1308 vorkommen, und den von Merveldt gilt eine Stammesverwandtschaft der Familien als sicher.

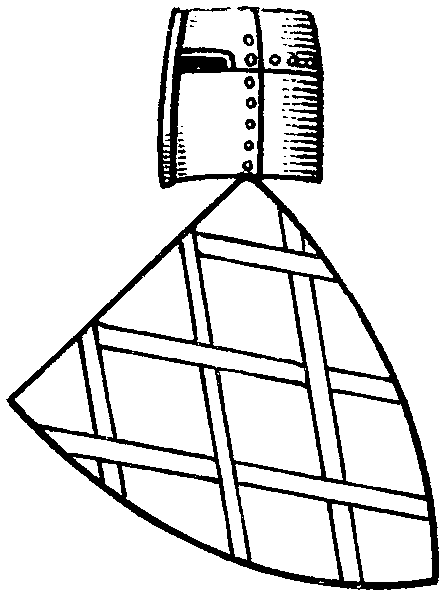
Wappen derer von Dülmen im Wappenbuch des Westfälischen Adels
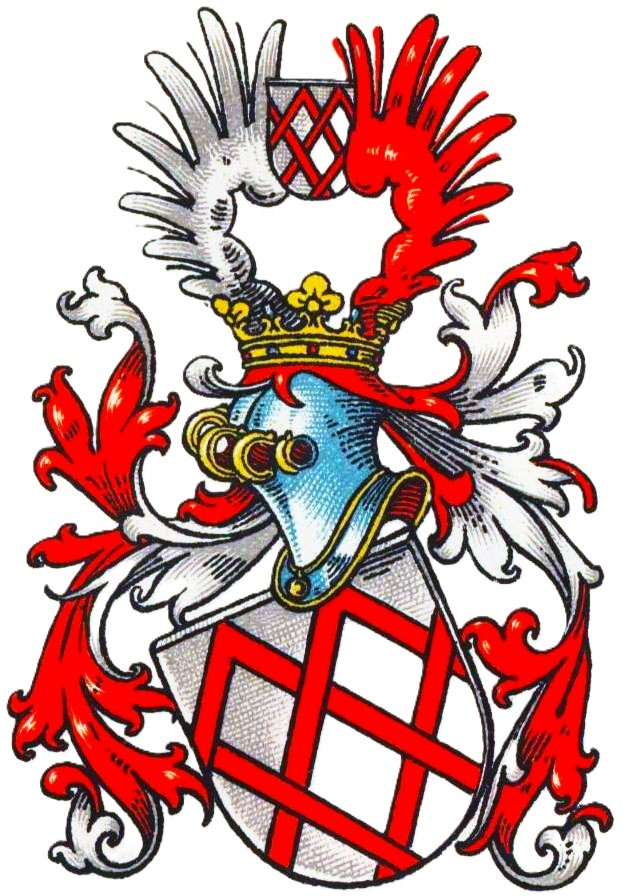
Wappen derer von und zu Merfeld im Wappenbuch des Westfälischen Adels
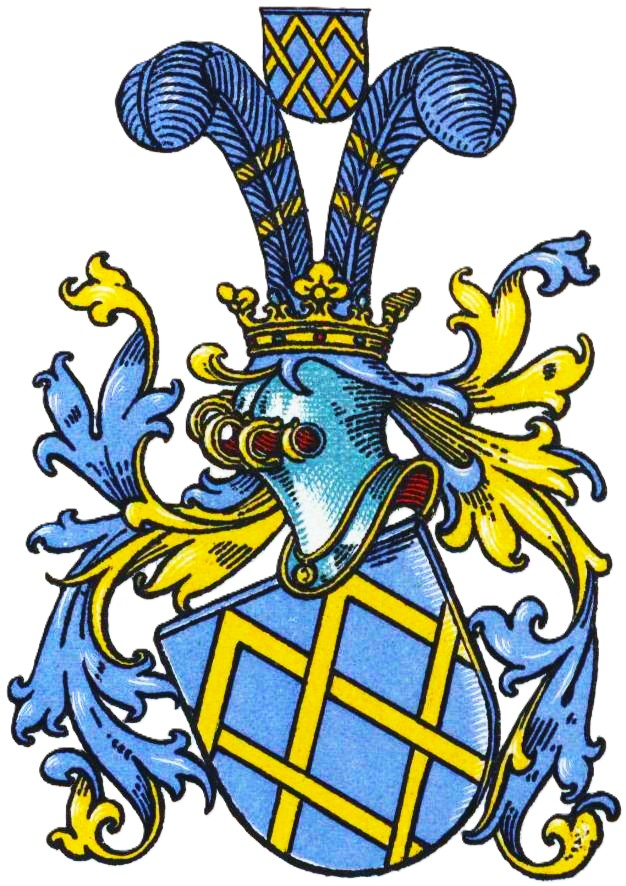
Wappen derer von Merveldt zu Wolbeck und Westerwinkel im Wappenbuch des Westfälischen Adels